# Nguyễn Hữu An
Thượng tướng, Phó Giáo sư Nguyễn Hữu An (1926-1995) là một tướng lĩnh quân sự của Quân đội nhân dân Việt Nam, hàm Thượng tướng. Ông tham gia Kháng chiến chống Pháp, Kháng chiến chống Mỹ và Chiến tranh biên giới Tây Nam. Ông là người trực tiếp chỉ huy trận đánh đồi A1 trong Chiến dịch Điện Biên Phủ. Năm 1965, Nguyễn Hữu An lúc đó mang quân hàm thượng tá, tham mưu phó mặt trận B3 và là người chỉ huy trực tiếp trận Ia Đrăng năm 1965. Ông là 1 trong 4 vị danh tướng tài ba, lỗi lạc "nhất Tấn nhì An (ông) tam Đan tứ Chơn" dưới thời Đảng Cộng sản Việt Nam nắm quyền.

## Tiểu sử
Sinh tháng 10 năm 1926 - Mất ngày 9 tháng 4 năm 1995  tại xã Trường Yên, thành phố Hoa Lư, tỉnh Ninh Bình.
Năm tham gia cách mạng: Năm 1945.
Năm nhập ngũ: Tháng 8 năm 1945
Ngày vào Đảng, chính thức: Tháng 12 năm 1945.
Năm phong quân hàm cấp tướng: Thiếu tướng năm 1974; Trung tướng năm 1980; Thượng tướng năm 1986.
Cấp bậc, chức vụ cao nhất: Thượng tướng, Phó Tổng thanh tra Quân đội. Ngoài ra ông từng đảm nhiệm các chức vụ: Giám đốc Học viện Quân sự cấp cao, Phó Tư lệnh kiêm Tham mưu trưởng Quân khu 2, Giám đốc Học viện Lục quân, Tư lệnh Quân đoàn 2.   
Ông là một trong những vị tướng Việt Nam đã trực tiếp chỉ huy nhiều trận chiến đấu và chiến thắng quan trọng trong hai cuộc kháng chiến chống Pháp và chống Mỹ.

## Trong thời kỳ chống Pháp
Nguyễn Hữu An tham gia và trưởng thành trong quân đội từ những ngày đầu của cuộc kháng chiến chống Pháp. Ông đã trực tiếp chiến đấu và chỉ huy các trận đánh ở đèo Bông Lau, Lũng Phầy năm 1949, trong chiến dịch biên giới năm 1950, ông là tiểu đoàn trưởng tiểu đoàn 251 chủ công của trung đoàn 174 (trung đoàn Cao Bắc Lạng) tấn công và tiêu diệt đồn Đông Khê, mở đầu thắng lợi cho chiến dịch. Ông đã lần lượt là tiểu đoàn trưởng, trung đoàn phó trong các trận chiến thắng ở Bình Liêu, Vĩnh Phúc, Mộc Châu... Trong chiến dịch Điện Biên Phủ, ông là trung đoàn trưởng trung đoàn 174, thuộc đại đoàn 316, 3 lần tấn công đồi A1. Đây cũng là một trong những chỉ huy trẻ nhất của mặt trận Điện Biên, khi đó ông mới 28 tuổi.
Sáng 7 tháng 5 năm 1954 trung đoàn 174 dưới sự chỉ huy của ông đã tiêu diệt hoàn toàn cứ điểm A1, mở đường đánh vào cánh đồng Mường Thanh, kết thúc chiến dịch Điện Biên Phủ. Trong trận này chính Nguyễn Hữu An là người chỉ huy cho kích nổ khối bộc phá 1000 kg làm tan nát đồi A1.

## Trong cuộc kháng chiến chống Đế quốc Mỹ
Năm 1964 trên cương vị Sư đoàn trưởng, ông dẫn Sư đoàn 325 vào miền Nam chiến đấu. Vào đến Tây Nguyên, do khó khăn về bảo đảm hậu cần và tình hình thay đổi, sư đoàn 325 phân tán; hai trung đoàn xuống khu 5, chỉ còn trung đoàn 101 ở lại mặt trận Tây Nguyên (mang mã hiệu chiến trường B3), ông làm Phó Tư lệnh B3. Ông đã trực tiếp chỉ đạo và chỉ huy trung đoàn 101 diệt gọn tiểu đoàn biệt động "Cọp Đen", rồi lại đánh thiệt hại nặng Trung đoàn 44 Quân lực Việt Nam Cộng hòa, tiêu diệt trung tá trung đoàn trưởng trung đoàn 44.
Năm 1965 Thượng tá Nguyễn Hữu An là tham mưu phó mặt trận B3 và tại đây, tháng 11 năm 1965, ông đã trực tiếp chỉ huy Trận Ia Đrăng, trận đánh nổi tiếng ở thung lũng Ia Đrăng đã tiêu diệt hoàn toàn 1 tiểu đoàn và làm thiệt hại nặng 1 tiểu đoàn kỵ binh Mỹ. Trận đánh phủ đầu và chiến thắng Sư đoàn Kỵ binh số 1 của Mỹ khi quân Mỹ vừa vào Việt Nam, một trận thắng mà chính các tướng lĩnh của Mỹ phải thừa nhận "Ia Đrăng - trận đánh đã làm thay đổi cuộc chiến tranh ở Việt Nam"
Năm 1971, ông là Sư đoàn trưởng Sư đoàn 308 tham gia chiến đấu và góp phần cùng các đơn vị khác trong chiến thắng ở mặt trận đường 9-Nam Lào. Sau chiến thắng, ông lại được Quân ủy Trung ương điều sang giúp Mặt trận Pathet Lào chiến đấu lấy lại Cánh đồng Chum. Đến cuối tháng 6 năm 1972, Quân ủy Trung ương lại điều ông chỉ huy sư đoàn 308 chiến đấu ở mặt trận Quảng Trị.

## Trong chiến dịch Hồ Chí Minh
Năm 1975, Thiếu tướng Nguyễn Hữu An là tư lệnh Quân đoàn 2 (Binh đoàn Hương Giang). Quân đoàn 2 dưới sự chỉ huy của ông đã lần lượt giải phóng tỉnh Quảng Trị, thành phố Huế; và cùng với các lực lượng vũ trang quân khu 5, trong 3 ngày đêm đã đánh bại gần 10 vạn lính chủ lực cơ động của quân đội Việt Nam Cộng hòa tại căn cứ liên hợp quân sự Đà Nẵng, sau đó ông đã chỉ huy toàn bộ quân đoàn hành quân gần 1000 km để tham gia chiến dịch Hồ Chí Minh, sau khi tiêu diệt tuyến phòng thủ từ xa của quân lực Việt Nam Cộng hòa tại Phan Rang chỉ trong vòng 24 giờ. Trong trận quyết chiến cuối cùng giải phóng Sài Gòn, Quân đoàn 2 do ông chỉ huy là một trong 5 cánh quân đã nhanh chóng cắm lá cờ đỏ lên nóc Dinh Độc Lập, bắt toàn bộ nội các chính quyền Sài Gòn, buộc Tổng thống Dương Văn Minh phải tuyên bố đầu hàng vô điều kiện lúc 11 giờ 30 phút ngày 30 tháng 4 năm 1975.

## Trong chiến dịch phản công biên giới Tây - Nam Việt Nam
Nguyễn Hữu An được đánh giá là một trong các vị tướng giỏi nhất của Quân đội nhân dân Việt Nam. Cùng với chỉ huy chiến dịch (tướng Lê Trọng Tấn) , tướng Nguyễn Hữu An trực tiếp  tham gia chiến dịch.
Ông là chỉ huy quân đoàn 2 tham gia chiến dịch phản công biên giới Tây-Nam Việt Nam chống quân Khmer Đỏ từ tháng 12 năm 1977 đến khoảng năm 1981.

## Sau chiến tranh
Ông đã giữ những chức vụ quan trọng trong quân đội như Phó Tổng Thanh tra quân đội, Phó Tư lệnh kiêm Tham mưu trưởng Quân khu 2 (1984-1987), Giám đốc Học viện Lục quân (1988-1991), Giám đốc Học viện Quốc phòng (1991-1995).
Ông được Đại tướng Võ Nguyên Giáp mệnh danh là "Vị tướng trận mạc". Hiện nay, tên ông được đặt cho đường Nguyễn Hữu An ở trung tâm thành phố Ninh Bình.

## Lịch sử thụ phong quân hàm
| Năm thụ phong | 1958      | 1966   | 1974        | 1980        | 1986         |
| ------------- | --------- | ------ | ----------- | ----------- | ------------ |
| Cấp bậc       | Thượng tá | Đại tá | Thiếu tướng | Trung tướng | Thượng tướng |

## Huân chương
Thượng tướng Nguyễn Hữu An đã được thưởng nhiều huân chương cao quý:
- Huân chương Độc lập hạng nhất
- 2 Huân chương Quân công hạng nhất
- Huân chương Quân công hạng ba
- Huân chương Quân công Giải phóng hạng 3
- 2 huân chương Chiến công hạng nhất, hạng nhì
- Huân chương Chiến thắng hạng nhì
- Anh hùng lực lượng vũ trang nhân dân (truy tặng năm 2014)

Nguyễn Hữu An được đặt tên cho một tuyến đường chạy qua phường Ninh Tiến, thành phố Ninh Bình.

## Nhận xét
Thượng tướng Giáo sư Hoàng Minh Thảo khi được hỏi về trình độ đánh trận của các tướng lĩnh Việt Nam đã trả lời:
"Tất nhiên đầu tiên là Đại tướng Võ Nguyên Giáp, Thứ hai là tướng Lê Trọng Tấn, Thứ ba là tướng Hoàng Văn Thái và thứ tư là tướng Nguyễn Hữu An."

## Trong văn hóa
Hình ảnh Nguyễn Hữu An được tái hiện trong văn hóa qua bộ phim Chúng tôi từng là lính của đạo diễn Randall Wallace, Nguyễn Hữu An do diễn viên Đơn Dương thủ vai. Trong phim này tướng An được tái hiện là một viên tướng máu lạnh, tàn nhẫn, binh lính dưới quyền của ông cũng chỉ là những con thiêu thân, bị thịt chỉ biết xông lên và ngã rạp trước hỏa lực của lính Mỹ.
Tuy nhiên bộ phim đã bị chỉ trích từ dư luận Việt Nam khi đạo diễn đã cố tình đưa thêm vào nhiều chi tiết sai sự thật lịch sử mà cuốn hồi ký của Moore không hề có. Xem thêm trong Chúng tôi từng là lính và Trận Ia Đrăng.